# Organización de Combate SR
La Organización de Combate SR fue una organización autónoma dentro del Partido Social-Revolucionario ruso encargada de la actividad terrorista que debía servir, en opinión de los responsables del partido, para fomentar la insurrección popular contra el sistema autocrático ruso. Llevó a cabo diversos magnicidios en Rusia en la primera década del siglo XX.

## Fundación y primeros años

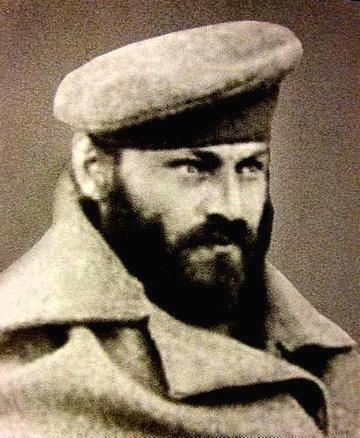
Grigori Gershuni, jefe de la Organización desde su fundación hasta su arresto en 1903.

La Organización se creó en el otoño de 1901, con Grigori Gershuni —carismático revolucionario— al frente, para encargarse de la actividad terrorista del partido, imitando a Naródnaya Volia. Gershuni era el activista por excelencia de los tres principales dirigentes socialrevolucionarios, mientras que los otros dos, Víctor Chernov y Mijaíl Gots (hermano de Abram Gots) se dedicaban principalmente a la teoría política. Gershuni, hábil terrorista y de personalidad atractiva para los descontentos con la autocracia rusa, recorrió el imperio creando células de la Organización.
La Organización contaba con amplia autonomía respecto del partido, tanto en su organización interna, reclutamiento de personal como en la elección de las víctimas de sus atentados. Contó con el respaldo entusiasta de la dirección del partido hasta el congreso de diciembre de 1905.
El primer atentado de la organización fue el asesinato del ministro ruso del Interior, Dmitri Sipiaguin el 2 de abril de 1902. El 29 de julio de 1902, la Organización lograba herir al príncipe Obolenski, gobernador de Járkov, en otro atentado. El 6 de mayo de 1903, otros dos miembros de la organización asesinaron al gobernador de Ufá, que durante la huelga de Zlatoust en marzo había ordenado a las tropas disparar a los trabajadores que se manifestaban. Poco después de este atentado, Gershuni fue detenido por la policía y la organización pasó a estar dirigida por Yevno Azef, agente clandestino de la policía. El propio Gershuni había sugerido que Azef le sucediese al frente de la Organización en caso de ser detenido, propuesta que el comité central socialrevolucionario aceptó. El arresto de Gershuni paralizó los ataques de la Organización durante cerca de un año, pero no acabó con ella, como esperaban los responsables policiales rusos.

## Bajo el mando de Azef
El 15 de julio de 1904, en el ataque más espectacular hasta el momento, la Organización logró asesinar al ministro del Interior Viacheslav von Pleve. A este le siguió la muerte del tío del zar, el gran duque Sergio el 4 de febrero de 1905 en un atentado con bomba. A pesar de la orden del partido a la organización para que suspendiese sus actividades tras el Manifiesto de Octubre, los ataques continuaron, señal de escaso control que el partido ejercía sobre ella.
Se sospechó en diversas ocasiones que Azef trabajaba para la policía, pero nada se pudo probar hasta finales de 1908 y en todas las ocasiones en las que se formularon cargos Azef contó con el respaldo de la dirección del partido. Su desenmascaramiento en enero de 1909 supuso un duro revés tanto para el partido como para los defensores del terrorismo como instrumento revolucionario.